# ربکا استیونز
ربکا استیونز (انگلیسی: Rebecca Stephens؛ زادهٔ ۳۰ اوت ۱۹۸۲) یک موسیقی‌دان است.
ربکا استیونز یک خواننده و موسیقی‌ دان بریتانیایی است که بیشتر به خاطر صدا و استایل هنری خود شناخته میشود او در ژانرهای مختلفی از جمله جز پاپ، و آلترناتیو راک فعالیت دارد و توانسته با ترکیب این سبک‌ ها مخاطبان گسترده‌ای را جذب کند آثار او معمولا شامل ترانه‌هایی با مضامین عمیق و شخصی هستند که در کنار تنظیم‌های پیچیده و نوآورانه، توجه منتقدان و علاقه‌ مندان موسیقی را به خود جلب کرده‌اند.
استیونز علاوه بر فعالیت‌های تکی، با گروه‌ ها و هنرمندان مختلفی نیز همکاری کرده و در آلبوم‌ ها و اجراهای زنده‌ شان به عنوان مهمان حضور داشته است.